# Poolse filmschool
De Poolse filmschool (Pools: Polska Szkoła Filmowa) verwijst naar een groep van Poolse filmregisseurs en scenarioschrijvers die actief waren tussen ca. 1955 en 1963.
De groep stond onder invloed van het Italiaans neorealisme en hield zich veelal bezig met het uitbeelden van de Poolse geschiedenis en dan met name de Tweede Wereldoorlog. De positie van de Armia Krajowa, de opstand van Warschau en de tragedies van de concentratiekampen waren enkele veelgebruikte thema's. Het individu werd in deze stroming belangrijker geacht dan het collectief. De geschiedenis van na 1945 werd relatief onderbelicht door de streng geldende censuur van die tijd.
De Poolse filmschool was nauw verbonden met het productiebedrijf Zespół Filmowy KADR, dat veel films van de groep distribueerde.

## Regisseurs en films (selectie)
| - Andrzej Wajda - Pokolenie (1955) - Kanał (1957) - Popiół i diament (1958) - Wojciech Has - Pożegnania (1958) - Jak być kochaną (1963) - Tadeusz Konwicki - Zimowy zmierzch (1957) - Ostatni dzień lata (1958) - Zaduszki (1961) | - Jerzy Kawalerowicz - Cień (1956) - Pociąg (1959) - Matka Joanna od aniołów (1961) - Andrzej Munk - Człowiek na torze (1956) - Eroica (1958) - Pasażerka (1963) - Kazimierz Kutz - Krzyż walecznych (1958) - Nikt nie woła (1960) - Ludzie z pociągu (1961) |